# Horn (am Bodensee)
Horn (am Bodensee) (prescurtat Horn) este un sat din comuna Gaienhofen, Districtul Konstanz, Baden-Württemberg, Germania